# ウアジェト

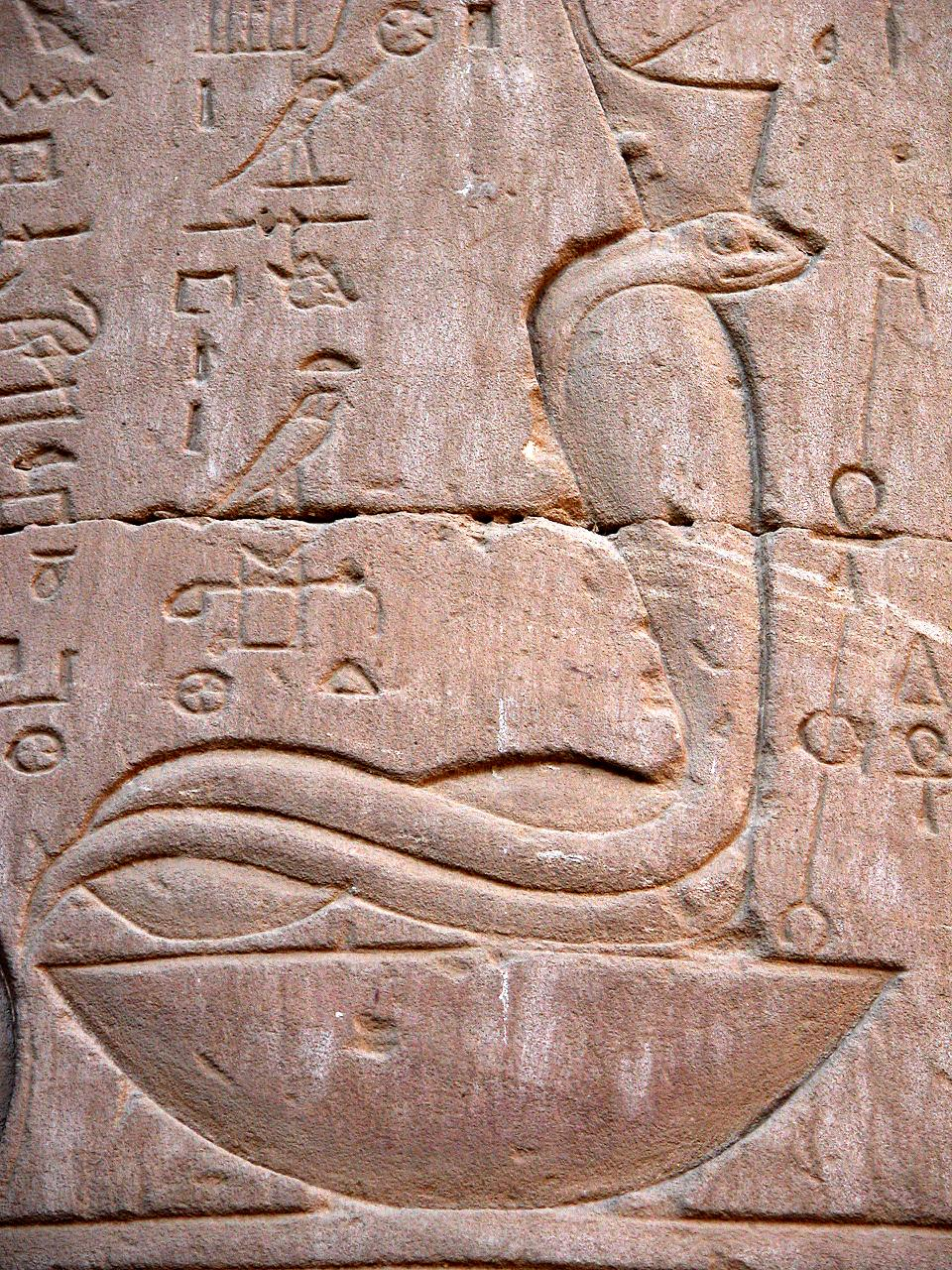

ウアジェト（Wadjet、ウジャトとも）はエジプト神話の女神。信仰の中心地は、ブトである。
名前は、コブラの皮のように彩色されたパピルスを意味し、コブラの姿、あるいは、頭上にコブラをつけた女性の姿で描かれる。湿地のためにコブラが多く生息していた下エジプトの守護女神とされ、上エジプトを守護するネクベト女神とともに、ファラオを守護するとされた。
エジプトと言えば多くの人が思い浮かべるであろう目の図柄は、「ウアジェトの目」と言われる。これは、ホルスが父オシリスの敵セトを討つ時に奪われた左目のことである。